# 新赫羅迪夫卡
新赫羅迪夫卡（羅馬化：Novohrodivka，發音：[no.woˈɦrɔ.d⁽ʲ⁾iu̯.kɐ]；又按俄语名译为新格羅多夫卡）是乌克兰東部顿涅茨克州波克羅夫斯克區新赫罗迪夫卡市镇内的城市及该市镇的行政中心。該市始建於1939年，面積6平方公里，海拔高度210米，2022年人口数量为14,037人，人口密度每平方公里2,340人。
俄罗斯入侵乌克兰期间，俄军于2024年8月逼近该城，迫使乌克兰军民行政局疏散了居住在此的744名儿童及其家人，同月16日，俄军随着波克罗夫斯克攻势的推进开始进攻新赫羅迪夫卡。截至8月19日，城中居民已锐减至1500，三天后俄军便攻入了城东。到了8月27日，俄军基本占领整个城市，次日实现完全控制。

## 图集

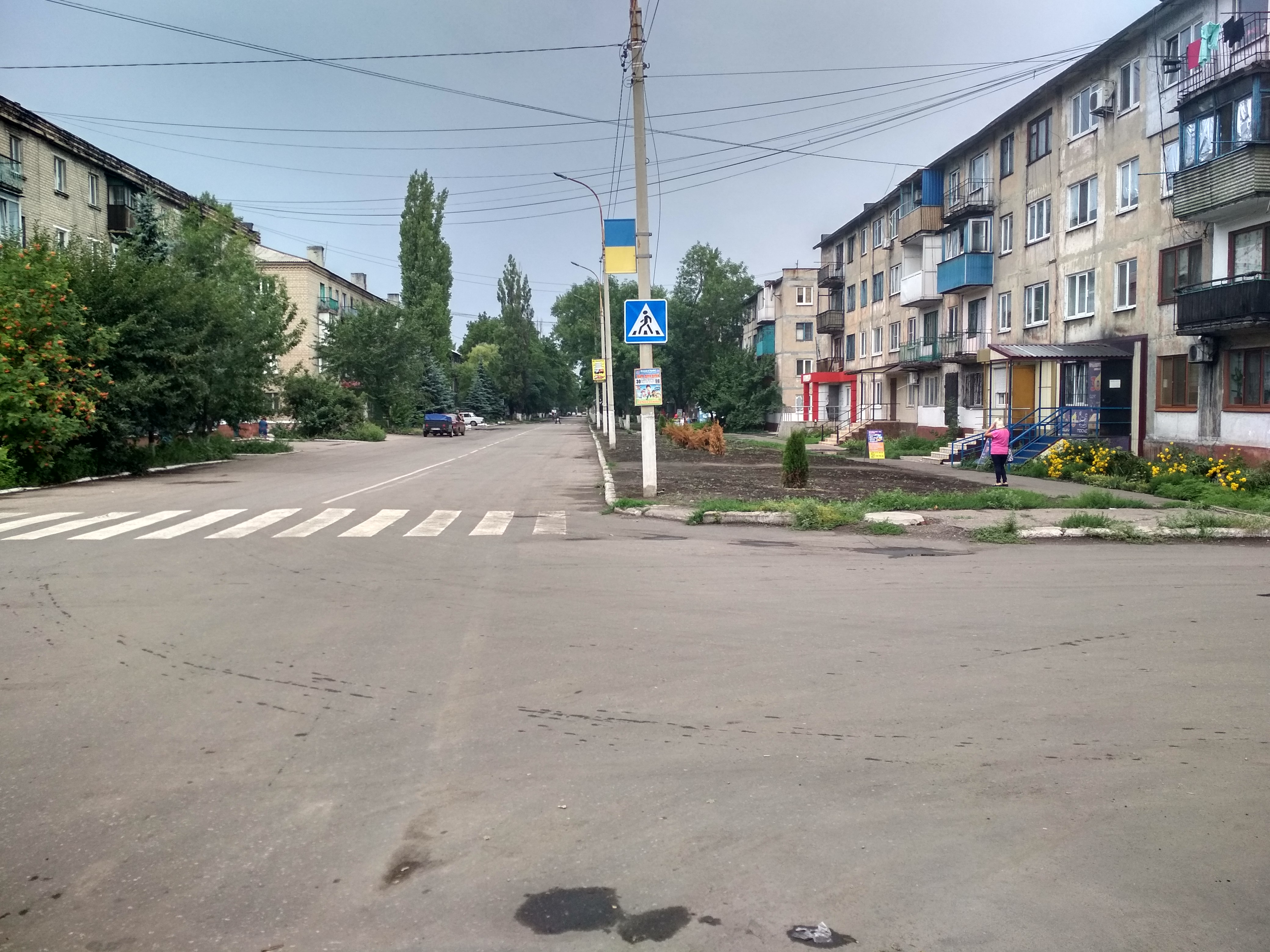
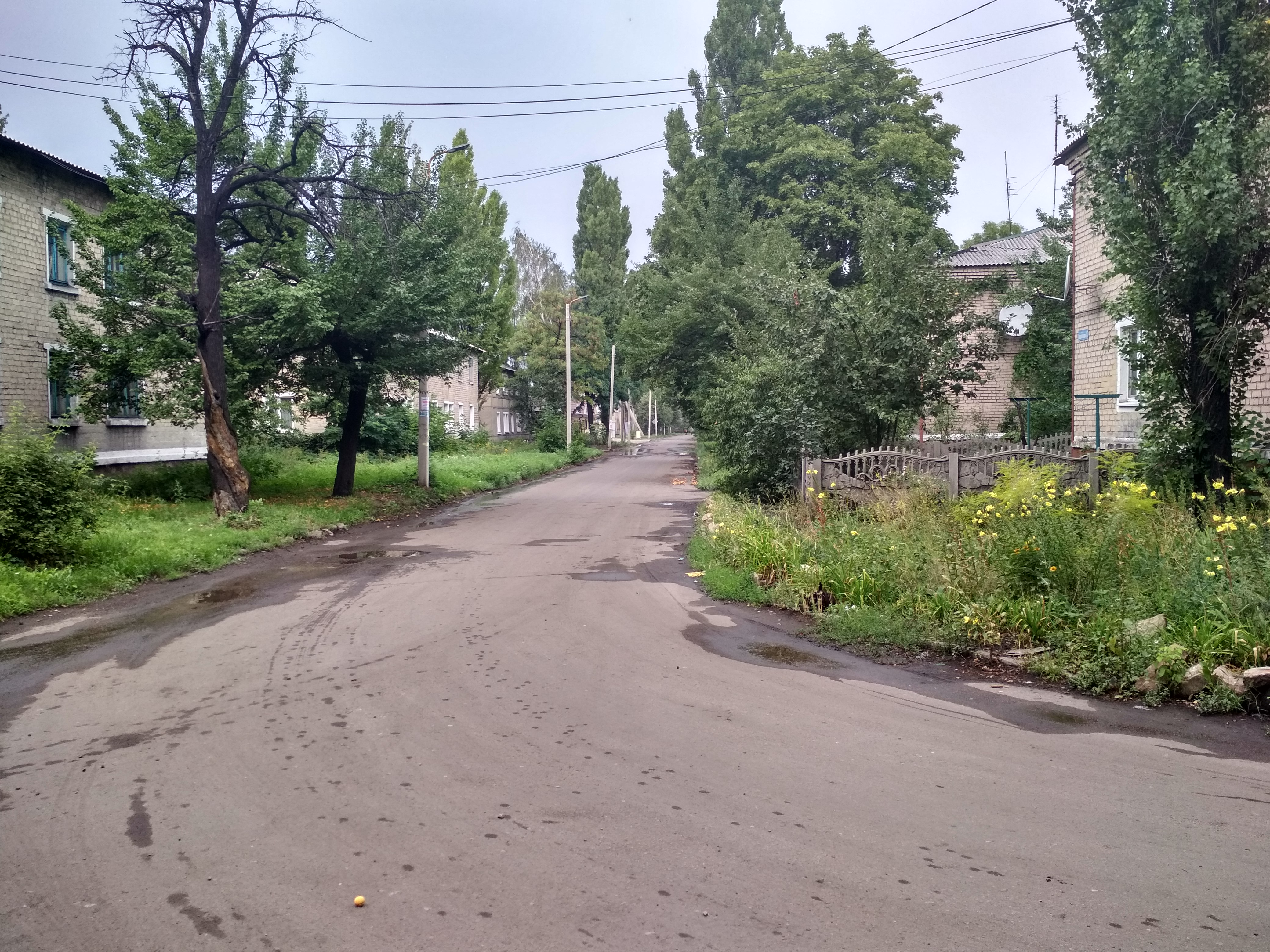